# Baltjärnen, Dalarna
Baltjärnen är en sjö i Hedemora kommun i Dalarna och ingår i Dalälvens huvudavrinningsområde. Sjön har en area på 0,162 kvadratkilometer och ligger 158 meter över havet.

## Delavrinningsområde
Baltjärnen ingår i det delavrinningsområde (667613-150643) som SMHI kallar för Utloppet av Dräcken. Medelhöjden är 170 meter över havet och ytan är 8,37 kvadratkilometer. Räknas de 2 avrinningsområdena uppströms in blir den ackumulerade arean 21,04 kvadratkilometer. Kräftbäcken som avvattnar avrinningsområdet har biflödesordning 3, vilket innebär att vattnet flödar genom totalt 3 vattendrag innan det når havet efter 150 kilometer. Avrinningsområdet består mestadels av skog (65 procent). Avrinningsområdet har 1,5 kvadratkilometer vattenytor vilket ger det en sjöprocent på 17,9 procent.